# 阿部寿美代
阿部 寿美代（あべ すみよ、1964年2月10日 - ）は、日本のノンフィクション作家、翻訳家。

## 略歴
宮城県仙台市出身。宮城県第一女子高等学校（現・宮城県宮城第一高等学校）を経て、早稲田大学第一文学部およびフランス・リヨン第二大学文学部を卒業。1987年にNHKへ記者として入局し、医療、教育、国際報道などを担当。1996年に退職。
1998年に『ゆりかごの死 ～ 乳幼児突然死症候群(SIDS)の光と影』で第29回大宅壮一ノンフィクション賞受賞。2012年より、英語、フランス語、ドイツ語の出版翻訳を始める。

## 著書
- 『ゆりかごの死 ～ 乳幼児突然死症候群(SIDS)の光と影』（新潮社） 1997

## 翻訳
- 『パリ・ヴァーサス・ニューヨーク ～ 二つの都市のヴィジュアル・マッチ』（ヴァラム・ミュラティアン、BNN新社） 2012
- 『戦争と演説 ～ 歴史をつくった指導者たちの言葉』（ジェイコブ・F・フィールド、原書房） 2014
- 『クリスチアーネの真実 ～ 薬物依存、売春、蘇生への道』（クリスチアーネ・V・フェルシェリノ, ソニア・ヴコヴィッチ、中央公論新社） 2015
- 『#GIRLBOSS（ガールボス）～ 万引きやゴミあさりをしていたギャルがたった8年で100億円企業を作り上げた話』（ソフィア・アモルーソ、CCCメディアハウス） 2015
- 『15歳はなぜ言うことを聞かないのか? ～ 最新脳科学でわかった第2の成長期』（ローレンス・スタインバーグ、日経BP社） 2015
- 『SONY DESIGN MAKING MODERN』（ディヤン・スジック, イアン・ルナ他、日経ナショナルジオグラフィック社） 2016
- 『マリー=アントワネットの髪結い ～ 素顔の王妃を見た男』（ウィル・バショア、原書房） 2017